# Bedanda
Bedanda – miasto w południowo-zachodniej Gwinei Bissau; w regionie Tombali; 665 mieszkańców (2009).

## Położenie
Bedanda jest stolicą rozległego sektora o powierzchni 1142 km², który zamieszkuje 24293 osób, większość mieszkańców pochodzi z ludu Balanta, część z ludu Fulbe i Mandinka.
Sektor Bedanda jest położony na półwyspie Cubucaré, który stanowi integralną część Parku Narodowego de Catanhez (Parque Nacional de Cantanhez) uważanego za ostatnią w dużej mierze nietkniętą dżunglę w Gwinei Bissau.

## Historia
W czasie portugalskiej wojny kolonialnej, która trwała od 1963 do 1974, obszar dzisiejszej Bedandy wielokrotnie był miejscem wzajemnych ataków komandosów i towarzyszących temu oblężeń. Szczególnie znana była wioska Guiledje (lub Guileje), w której istniała baza portugalskich sił zbrojnych, a następnie zajęta przez ruch niepodległościowy PAIGC w maju 1973.
W marcu 1974 ruch niepodległościowy PAIGC zaatakował również silnie ufortyfikowany portugalski obóz wojskowy Bedanda, najpierw 24-godzinnym bombardowaniem rakiet 122 mm, a następnie po raz pierwszy ciężkimi działami zamontowanymi na pojazdach. Jednostka portugalska była w stanie utrzymać swoją pozycję, choć z wielkim trudem. To była przedostatnia bitwa sił portugalskich w Gwinei Portugalskiej. Po rewolucji goździków 25 kwietnia 1974 r. W Portugalii nowy rząd zakończył wojny kolonialne i uznał niepodległość Gwinei Bissau 10 września 1974 r.

## Muzeum w Guiledje
W dawnym obozie wojskowym w Guiledje powstaje Museu da Independência da Guiné-Bissau, które ma prezentować wojskową przeszłość tego regionu, broń, amunicję, zdjęcia, mapy i dokumenty. Byli bojownicy ruchu oporu będą oprowadzać po wystawie poświęconej pokojowi.

## Sektor Bendada
Bedanda jest stolicą sektora składającego się łącznie z 40 wiosek na kontynencie i trzech wiosek na wyspie Melo, wiele z nich to małe osady plemienne (Tabancas), na czele których stoi wódź lub tzw. król społeczności. Do największych wsi w sektorze należą:
- Amdalai (518 mieszkańców)
- Bedanda (665 mieszkańców)
- Cabedú (Quartel) (857 mieszkańców)
- Caboxanque (2168 mieszkańców w trzech koloniach)
- Cadique Iala (718 mieszkańców)
- Cafal Balanta (492 mieszkańców)
- Cafine (903 mieszkańców)
- Catesse (536 mieszkańców)
- Cura (443 mieszkańców)
- Darssalame I (701 mieszkańców)
- Iemberem (992 mieszkańców)
- Incalá (601 mieszkańców)
- Sintchã Botche (Guiledje Cruzamento) (730 mieszkańców)
- Insel Melo (488 mieszkańców w trzech wioskach)